# Emily VanCamp
Emily Irene VanCamp (sinh ngày 12 tháng 5 năm 1986) là một diễn viên người Canada, được biết đến qua những vai chính trong: loạt phim "Everwood" của WB (2002-2006), loạt phim "Brothers & Sisters" của ABC (2006–2010), "Revenge" của ABC (2011-2015) và vai mật vụ Agent 13/Sharon Carter trong "Captain America: The Winter Soldier."

## Tiểu sử
Vancamp sinh ra tại Port Perry, Ontario bởi mẹ là bà Cindy và ba là ông Robert VanCamp. Cô là con thứ ba trong gia đình có 4 chị em gái. Cha cô là một chuyên gia dinh dưỡng cho động vật và công việc đầu tiên của cô là phụ giúp cha mình, cung cấp thực phẩm cho các khách hàng trong và xung quanh thành phố quê hương của cô.
VanCamp bắt đầu học nhảy từ năm 3 tuổi và ước muốn trở thành một vũ công chuyên nghiệp. Năm 11 tuổi, cô đã thuyết phục cha mẹ để được tham dự một chương trình đào tạo mùa hè ở Montreal. Năm 12 tuổi, cô được nhận vào École supérieure de ballet du Québec, một chương trình đào tạo của Les Grands Ballets Canadiens, và chuyển đến sống với một gia đình địa phương người Canada gốc Pháp.

## Sự nghiệp

### 1999-2002: Bắt đầu sự nghiệp
Năm 1999, VanCamp bắt đầu quan tâm đến diễn xuất sau khi đến thăm chị Katie của cô trên phim trường trong bộ phim Ladies Room. Cô bắt đầu tham gia các lớp học diễn xuất vào các ngày thứ Bảy, gặp một quản lý tài năng và sau khi làm việc trong một vài mẫu quảng cáo, cô đã được thử vai ở phần thứ hai trong ba phần buổi ra mắt của bộ phim truyền hình tuyển tập kinh dị trẻ em của Canada Are You Afraid of the Dark? mùa 7. Nhân vật của cô đã có mặt trong một cảnh phim và không có đối thoại, diễn cùng Elisha Cuthbert.
VanCamp đi theo chiều hướng như một Jackie Bouvier tuổi teen trong bộ phim truyền hình được đề cử giải Emmy của CBS "Jackie Bouvier Kennedy Onassis" và khách mời chính trong loạt phim Radio Active của YTV. Một năm sau khi phát hành nét đặc trưng trên sân khấu lần đầu của cô, Vancamp tham gia bộ phim đồng tính nữ theo chủ đề Lost and Delirious, trong đó cô thủ vai phụ như chị gái của Jessica Paré. Cô cũng là khách mời chính trong một chương trình truyền hình khác, xuất hiện trên một tập của loạt phim kinh dị y tế ngắn All Souls, nơi cô đóng vai một nạn nhân bị trúng đòn và chạy với chấn thương cột sống. VanCamp cũng có một vai trong loạt phim ngắn Dice, đạo diễn bởi Rachel Talalay và cũng xuất hiện trong bộ phim truyền hình Redeemer, đạo diễn bởi Graeme Clifford, được phát sóng vào đầu năm 2002.

### 2002-2010: Đột phá và tác phẩm truyền hình
VanCamp với sự giàu kinh nghiệm của cô, ở tuổi 15 cô được chọn vào vai Sam Dolan trong Glory Days (được biết đến ở châu Âu với tên Demontown) một nửa mùa phim của WB, bộ phim truyền hình thứ ba từ Dawson's Creek của tác giả Kevin Williamson. Những yếu tố bí ẩn kinh dị của phim nhận được sự đánh giá tích cực nhưng lại là một sự thất vọng về tỉ lệ người xem và đã bị hủy bỏ sau chín tập phim. Diễn xuất của Vancamp trong vai em gái của nhân vật chính lọt vào mắt xanh của nhà biên kịch bộ phim Dawson's Creek là Greg Berlanti Her performance reminded him of Katie Holmes, and he "desperately wanted to work with her".. Diễn xuất của cô khiến ông nhớ đến Katie Holmes và ông nói "khao khát muốn làm việc với cô ấy". Ông mời cô thử vai trong bộ phim đầu tiên sắp tới của mình, Everwood, cũng của WB. VanCamp thủ vai Amy, con gái của tiến sĩ Abbott, người mà ngay lập tức tạo nên một tình bạn với con trai của tiến sĩ Brown Ephram, thủ vai bởi Gregory Smith. Một phần quan trọng của chương trình được dành cho các mối quan hệ giữa hai gia đình, và đặc biệt là hai nhân vật Amy và Ephram. Nữ diễn viên trẻ đã đạt được một số lượng nhất định sự công nhận cho vai diễn của cô, trong đó nhân vật của cô đã phải đối mặt với các loại thuốc, trầm cảm và xa lánh gia đình. Vancamp nhận được bốn đề cử của Teen Choice Awards và một đề cử cho Young Artist Awards trong quá trình bộ phim đang chiếu.
Trong khi nghỉ ngơi từ sau Everwood, VanCamp đóng vai chính trong một vài dự án phim, bao gồm cả các phim kinh dị No Good Deed và A Different Loyalty cũng như phim Rings, một bộ phim ngắn kinh dị là cầu nối giữa hai bộ phim The Ring và The Ring Two và có mối quan hệ trực tiếp với sự xuất hiện của cô trong những cảnh mở màn của bộ phim thứ hai.
VanCamp đóng trong bộ phim kinh dị hậu tận thế Carriers vào mùa hè năm 2006. Đầu năm 2007, mùa 8 của bộ phim Law & Order: Special Victims Unit phát sóng, trong phim cô thủ vai nhân vật Charlotte Truex nghiện ma túy không thể nhớ lại hành động của cô trong đêm mẹ mình bị giết chết. Và sự ra mắt của bộ phim độc lập Black Irish, nơi nhân vật Kathleen McKay do cô thủ vai, em gái của nhân vật nam chính Cole thủ vai bởi diễn viên Michael Angarano, đối phó với thời kỳ mang thai tuổi teen.
Vai diễn lớn tiếp theo của VanCamp đến khi cô ở tuổi 20, tác giả Greg Berlanti của Everwood đã mời cô vào mùa đầu tiên của bộ phim truyền hình Brothers & Sisters của đài ABC, nơi mà ông trong đội ngũ sản xuất, cung cấp cho cô một vai diễn trực tiếp.

## Các tác phẩm đã tham gia

### Điện ảnh
| Năm  | Phim                                 | Vai diễn                  | Ghi chú |
| ---- | ------------------------------------ | ------------------------- | ------- |
| 2014 | Captain America: Chiến binh Mùa đông | Sharon Carter / Đặc vụ 13 |         |
| 2016 | Captain America: Nội chiến           | Sharon Carter / Đặc vụ 13 |         |

### Truyền hình
| Năm  | Phim                            | Vai diễn                  | Ghi chú |
| ---- | ------------------------------- | ------------------------- | ------- |
| 2021 | Chim Ưng Và Chiến Binh Mùa Đông | Sharon Carter / Đặc vụ 13 |         |

## Cuộc sống cá nhân
VanCamp có hai người chị gái, là Katie và Alison, em gái tên Molly. Chị gái lớn nhất Katie sống tại với chồng, trước từng là một vũ công, hiện tại cô ấy là một nhà văn viết sách thiếu nhi.
VanCamp nói tiếng Pháp trôi chảy, cô cảm thấy như ở nhà khi nghe chúng. Cô ấy cũng từng học tiếng Tây Ban Nha và là một vũ công tài năng, từng
học ballet, jazz, hip hop và tap khi còn nhỏ - điều đó giúp đỡ khá nhiều cho những cảnh diễn của cô ấy trong "Revenge". Cô tin rằng nếu không đặt chân vào nghề diễn xuất, có lẽ cô ấy sẽ là một vũ công hoặc làm những thứ liên quan đến nấu ăn.
Vancamp đã từng hẹn hò với bạn diễn Chris Pratt khoảng một thời gian, rồi Joseph Morgan (trong The Originals), Dave Annable (trong Brothers & Sisters).
Vancamp bắt đầu hẹn hò với bạn diễn Josh Bowman (trong Revenge) từ năm 2011. Ngày 11/05/2017, họ đã đính hôn và chính thức cử hành hôn lễ vào ngày 15/12/2018 ở Bahamas.